# بين إل. باركر
بين إل. باركر (بالإنجليزية: Ben L. Parker)‏ هو سياسي أمريكي، ولد في 5 سبتمبر 1913 في الولايات المتحدة، وتوفي في 11 يونيو 2003 في الولايات المتحدة. حزبياً، نشط في الحزب الديمقراطي. وقد انتخب عضو مجلس نواب بنسيلفانيا.